# Marseille (quận)
Quận Marseille là một quận của Pháp, nằm ở tỉnh Bouches-du-Rhône, trong vùng Provence-Alpes-Côte d'Azur. Quận này có 30 tổng và 21 xã.

## Các đơn vị hành chính

### Các tổng
Các tổng của quận Marseille là: 
1. Allauch
2. Aubagne-Est
3. Aubagne-Ouest
4. La Ciotat
5. Marseille-La Belle-de-Mai
6. Marseille-Belsunce
7. Marseille-La Blancarde
8. Marseille-Le Camas
9. Marseille-La Capelette
10. Marseille-Les Cinq-Avenues
11. Marseille-Les Grands-Carmes
12. Marseille-Mazargues
13. Marseille-Montolivet
14. Marseille - Notre-Dame-du-Mont
15. Marseille - Notre-Dame-Limite
16. Marseille-Les Olives
17. Marseille-La Pointe-Rouge
18. Marseille-La Pomme
19. Marseille-La Rose
20. Marseille - Saint-Barthélemy
21. Marseille - Sainte-Marguerite
22. Marseille - Saint-Giniez
23. Marseille - Saint-Just
24. Marseille - Saint-Lambert
25. Marseille - Saint-Marcel
26. Marseille - Saint-Mauront
27. Marseille-Les Trois Lucs
28. Marseille-Vauban
29. Marseille-Verduron
30. Roquevaire

### Các xã
Các xã của quận Marseille, và mã INSEE là: 
| 1. Allauch (13002)          | 2. Aubagne (13005)             | 3. Auriol (13007)                 | 4. Belcodène (13013)        |
| 5. Cadolive (13020)         | 6. Carnoux-en-Provence (13119) | 7. Cassis (13022)                 | 8. Ceyreste (13023)         |
| 9. Cuges-les-Pins (13030)   | 10. Gréasque (13046)           | 11. Gémenos (13042)               | 12. La Bouilladisse (13016) |
| 13. La Ciotat (13028)       | 14. La Destrousse (13031)      | 15. La Penne-sur-Huveaune (13070) | 16. Marseille (13055)       |
| 17. Peypin (13073)          | 18. Plan-de-Cuques (13075)     | 19. Roquefort-la-Bédoule (13085)  | 20. Roquevaire (13086)      |
| 21. Saint-Savournin (13101) |                                |                                   |                             |